# Argyre Rupes
Argyre Rupes és una formació geològica de tipus rupes a la superfície de Mart, localitzada amb el sistema de coordenades planetocèntriques a -59.88 latitud N i 294.26 ° longitud E, que fa 335.42 km de diàmetre. El nom va ser aprovat per la UAI l'any 1973 i fa referència a una característica d'albedo.